# Pomppolder (waterschap)
De Pomppolder is een voormalig waterschap in de provincie Groningen.
Het schap lag ten oosten van Nieuwe Pekela. De noordwestgrens lag bij het Pekelderdiep, de noordoostgrens bij de Vallaatjeswijk (300 m westelijk van de Verbindingsweg Nieuwe Compagnie), de zuidoostgrens bij de grens tussen Pekela en Stadskanaal en de zuidwestgrens bij de Torenwijk C en het verlengde hiervan. Door de polder liepen diverse wijken. De afwatering van de blokken ertussen gebeurde via een dwarswatergang (met onderleiders onder de wijken), die uitkwamen op de Vallaatjeswijk, die uitmondde beneden het 1e Verlaat op het Pekelderdiep. 
Waterstaatkundig gezien ligt het gebied sinds 2000 binnen dat van het waterschap Hunze en Aa's.

## Naam
De naam verwijst daarna dat het waterschap niet werd bemalen, maar via een duiker, in het Gronings pomp genaamd, zijn water loste. Er was bij Pekela ook een Tweede Pomppolder.